# Hallmark Channel
Hallmark Channel es un canal de televisión por cable estadounidense propiedad de Crown Media Holdings, que a su vez es propiedad de Hallmark Cards. La programación del canal está dirigida principalmente a familias y presenta una mezcla de películas de televisión y miniseries, originales y adquirió series de televisión y programas de estilo de vida.
A febrero de 2015, Hallmark Channel estaba disponible en 85,4 millones de hogares con televisión paga (73,4% de los hogares) en los Estados Unidos. A pesar de ser en gran parte una marca apolítica, Hallmark Channel ha ganado seguidores entre los espectadores políticamente conservadores en áreas suburbanas y rurales que, según Steven Malanga del Manhattan Institute for Policy Research en un artículo de opinión de Los Angeles Times, sienten al canal por su programación original. su deseo de "expresar los valores familiares tradicionales y también alejarse de los temas políticos y las historias que denigran la religión". Su mayor competencia de tendencia conservadora en términos de programación de entretenimiento es INSP, con FETV como un competidor menor. Gran parte de la filmación de los programas más populares de Hallmark Channel se realiza en Canadá, con estrellas, escenarios y talentos canadienses.